# Bahnhof Landeck-Zams
Der Bahnhof Landeck-Zams (bis 2006: Landeck) ist ein Durchgangsbahnhof an der Arlbergbahn in Landeck, Tirol. Er stellt eine wichtige Drehscheibe des Tourismusverkehrs im westlichen Oberinntal dar. Hier enden Regionalzüge und Züge der S-Bahn Tirol aus Innsbruck. Die REX-Züge verkehren im Stundentakt, häufig auch im Halbstundentakt. Züge der S-Bahn Tirol werden nur vereinzelt bis Landeck geführt. Zudem ist der Bahnhof Ausgangspunkt der Buslinien in die Tourismusregionen Kaunertal, Reschenpass, Serfaus-Fiss-Ladis, Paznaun und in die Arlbergregion. Außerdem wird Landeck im Stundentakt von Railjet-Zügen Richtung Wien Hauptbahnhof und Bregenz bzw. Zürich HB bedient. Er wird von mehr als 2.000 Reisenden pro Tag frequentiert, wovon ein Großteil Pendler sind, die in Innsbruck arbeiten oder studieren.

## Geschichte
Erbaut und eröffnet wurde der Bahnhof Landeck 1883 als westlicher Endbahnhof des am 1. Juni 1883 eröffneten Streckenabschnittes Innsbruck–Landeck der Arlbergbahn. Nachdem die beiden schwierigsten Bauten der Gebirgsstrecke fertiggestellt werden konnten – die Trisannabrücke und der Arlbergtunnel – schloss sich der Schienenstrang zwischen Bludenz und Landeck, und am 31. August 1884 befuhr der erste Probezug die Arlbergbahn. Um den Betrieb auf der Bergstrecke einleben zu lassen, wurde zunächst nur ein Güterverkehr eingerichtet. Erst am 21. September 1884, dem Tag nach der feierlichen Eröffnung, erfolgte die Aufnahme des Gesamtverkehrs durch die k.k. Generaldirektion der österreichischen Staatsbahnen. Nachdem die Verbindung zur Bahnstrecke Lindau–Bludenz hergestellt war, wurde der Bahnhof Landeck zum Betriebsamt erhoben.
Der Bahnhof Landeck war als Ausgangspunkt der mehrmals begonnenen, aber nie vollendeten Reschenscheideckbahn nach Mals vorgesehen.
Im Zuge der 1999 fertiggestellten Neutrassierung der Arlbergbahn bei Zams mit dem Bau des Zammer Tunnels, dessen Westportal unweit des Bahnhofs Landeck liegt, wurde der Bahnhof umgebaut und modernisiert. Da durch die Verlegung der Trasse in den Tunnel die Haltestelle Zams aufgelassen wurde, wurde auf Initiative der Gemeinde Zams zum Sommerfahrplan 2006 der Bahnhof Landeck in Landeck-Zams umbenannt.

## Bedeutung

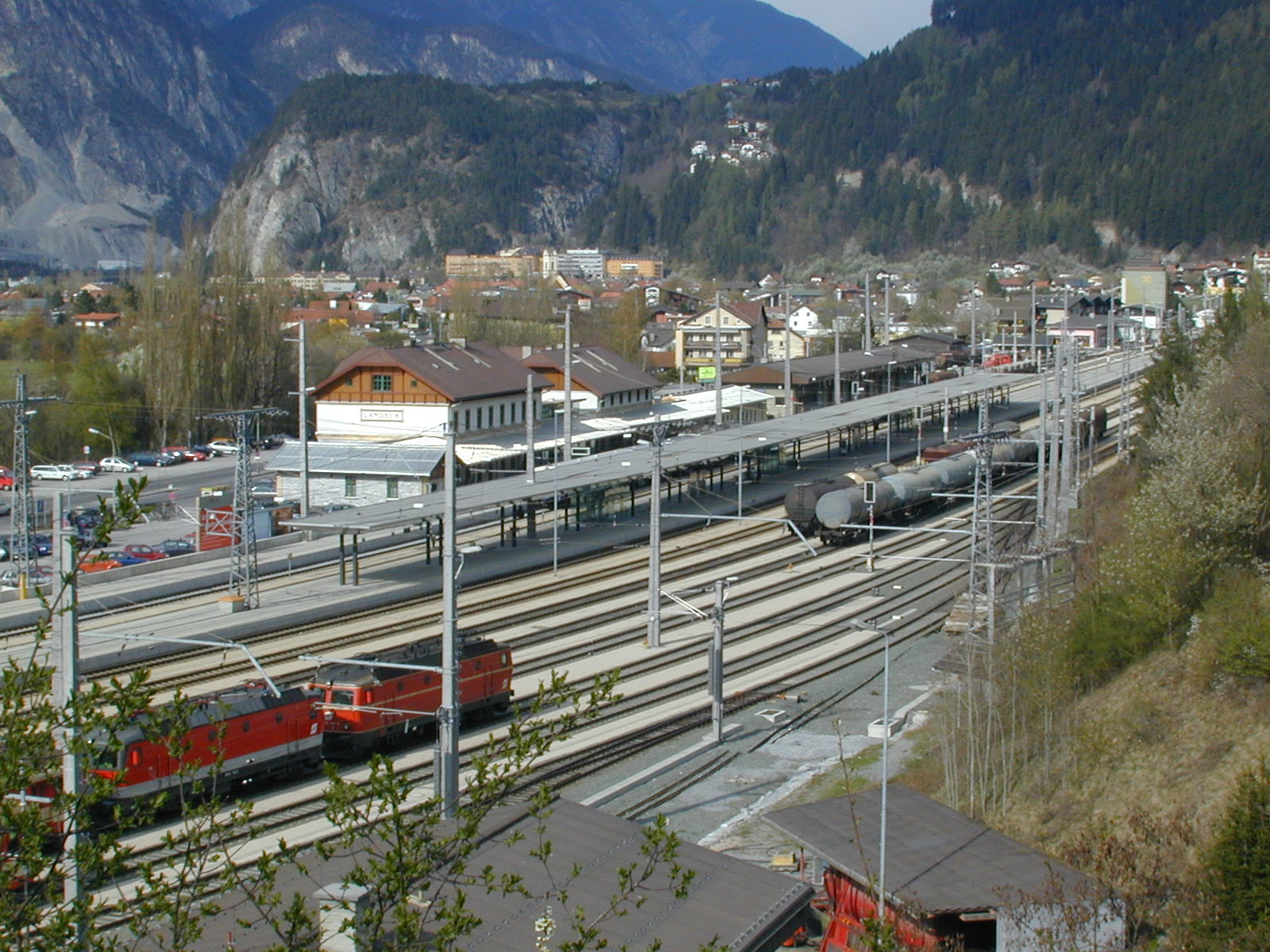
Aufnahmegebäude

Neben seiner Funktion als wichtiger Personenbahnhof hat der Bahnhof auch eine wichtige betriebliche Bedeutung. Da in Landeck die Rampenstrecke der Arlbergbahn beginnt (bis zu 26 ‰ auf der Ost- beziehungsweise 31 ‰ auf der Westrampe), werden den Zügen hier regelmäßig Vor- oder Nachspannlokomotiven beigegeben. Dies betrifft vor allem schwere Güterzüge und die am Wochenende meist längeren Reisezüge. Selbst der Orient-Express legt hierzu einen kurzen (Zwangs-)Halt ein.
Bedingt durch die Eingleisigkeit der Arlberg-Rampenstrecke kann es in Ausnahmefällen (Reparaturen, Naturkatastrophen) zu einer Streckensperrung der Arlbergbahn kommen. Dabei wird ein Schienenersatzverkehr zwischen Bludenz und Landeck (manchmal auch Ötztal) geführt. Der Bahnhofsvorplatz von Landeck-Zams wurde speziell für diese Anlässe so ausgeführt, dass er im Bedarfsfall genügend Bussen Platz bieten kann.

## Betrieb
Im Fahrplanjahr 2025 (seit 15. Dezember 2024) verkehren folgende Züge mit planmäßigen Halten in Landeck-Zams:

### Fernverkehr

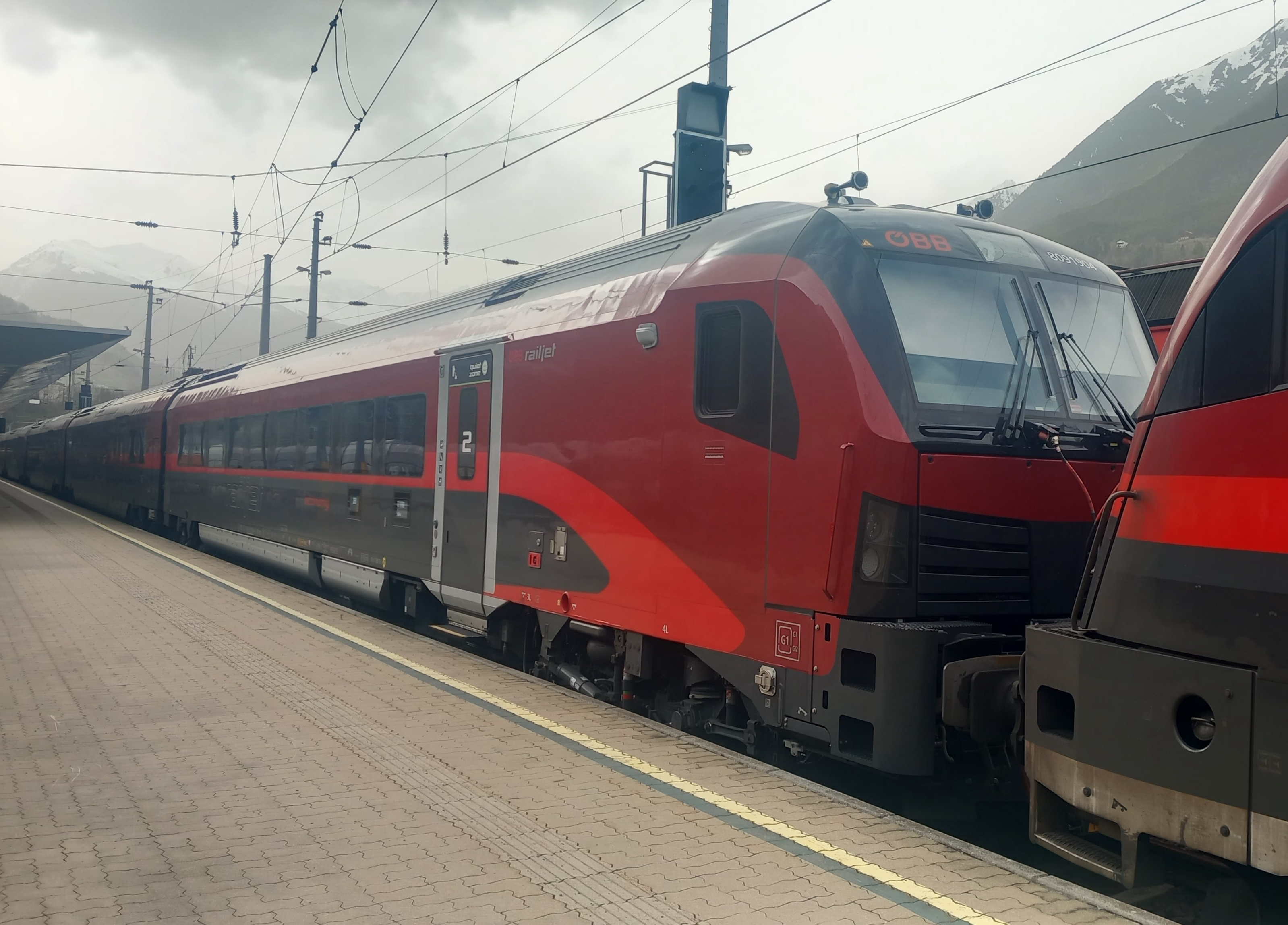
Railjet der 2. Generation als Verstärkerzug in Landeck-Zams.

Im Fernverkehr der ÖBB wird Landeck-Zams stündlich nach Bregenz und Innsbruck/Wien mit dem Railjet verbunden. Der Zugverlauf dieser Züge variiert im Laufe des Tages und beginnt/endet europaweit, zum Beispiel in Zürich, Bratislava und Budapest. Im Verstärkerverkehr am Vor- und Nachmittag verkehrt ein Schnellzugpaar von Jenbach nach Bregenz. Zudem halten der Eurocity Graz – Zürich (auch bekannt als Transalpin) und der Intercity-Express Innsbruck – Münster einmal täglich in Landeck-Zams.
| Betreiber                    | Zug               | Streckenverlauf | Takt              |
| ---------------------------- | ----------------- | --- | ----------------- |
| Österreichische Bundesbahnen | Railjet logo.svg  | Zürich HB / Bregenz – Landeck-Zams – Innsbruck Hbf. – Wien Hbf. (– Flughafen / Bratislava hl. st. / Budapest-Keleti) | 60 Minuten        |
| Österreichische Bundesbahnen | D                 | Innsbruck Hbf. – Landeck-Zams – Bregenz                                                                              | 1 Zugpaar täglich |
| Österreichische Bundesbahnen | EuroCity          | Graz Hbf. – Landeck-Zams – Zürich HB                                                                                 | 1 Zugpaar täglich |
| DB                           | Intercity-Express | Innsbruck Hbf. – Landeck-Zams – Bregenz – Stuttgart Hbf. – Münster (Westfalen) Hbf.                                  | 1 Zugpaar täglich |

#### Nachtverkehr
| Betreiber                    | Zug         | Streckenverlauf                                                            | Takt      |
| ---------------------------- | ----------- | -------------------------------------------------------------------------- | --------- |
| Österreichische Bundesbahnen | 446/447     | Wien Hbf. ARZ – Innsbruck Hbf. – Ötztal – Landeck-Zams – Bregenz           | 1 Zugpaar |
| Österreichische Bundesbahnen | 464/465     | Graz Hbf. – Innsbruck Hbf. – Landeck-Zams – Zürich HB                      | 1 Zugpaar |
| Österreichische Bundesbahnen | 466/467     | Zürich HB – Bregenz – Landeck-Zams – Innsbruck Hbf. – Wien Hbf.            | 1 Zugpaar |
| Österreichische Bundesbahnen | 40467/40462 | Budapest-Keleti / Praha hl. n. – Innsbruck Hbf. – Landeck-Zams – Zürich HB | 1 Zugpaar |
| Österreichische Bundesbahnen | 40414/40465 | Zagreb gl. kol. – Innsbruck Hbf. – Landeck-Zams – Zürich HB                | 1 Zugpaar |

### Regionalverkehr
Im Regionalverkehr wird der Bahnhof regelmäßig von zwei Linien angefahren. Ab dem Vormittag verkehrt der REX1 zwischen Innsbruck und Landeck-Zams stündlich. Die Westbahn verbindet mit ihren Zügen jeweils einmalig in der HVZ Landeck-Zams mit Bregenz und Innsbruck. Von Innsbruck weg fährt die Westbahn nach Wien weiter.
| Betreiber                    | Zug                         | Streckenverlauf                                                 | Takt               |
| ---------------------------- | --------------------------- | --------------------------------------------------------------- | ------------------ |
| Österreichische Bundesbahnen | Regional-Express#Österreich | Innsbruck Hbf. – Tels-Pfaffenhofen – Ötztal – Landeck-Zams      | 60 Minuten         |
| Westbahn (Unternehmen)       | R 961/968                   | Lindau / Bregenz – Landeck-Zams – Imst-Pitztal – Innsbruck Hbf. | 2 Zugpaare täglich |

### S-Bahn Tirol
An die S-Bahn Linien ist Landeck-Zams nur sporadisch angebunden. Als Tiroler Nacht S-Bahn am Wochenende verkehrt ein Zug bis nach Innsbruck und danach weiter bis Kufstein. Unter der Woche verkehren einzelne Garnituren bis Jenbach.
| Linie           | Streckenverlauf                                    | Takt          |
| --------------- | -------------------------------------------------- | ------------- |
| S-Bahn Tirol#S4 | (Jenbach –) Innsbruck Hbf. – Ötztal – Landeck-Zams | einzelne Züge |

### Busverkehr

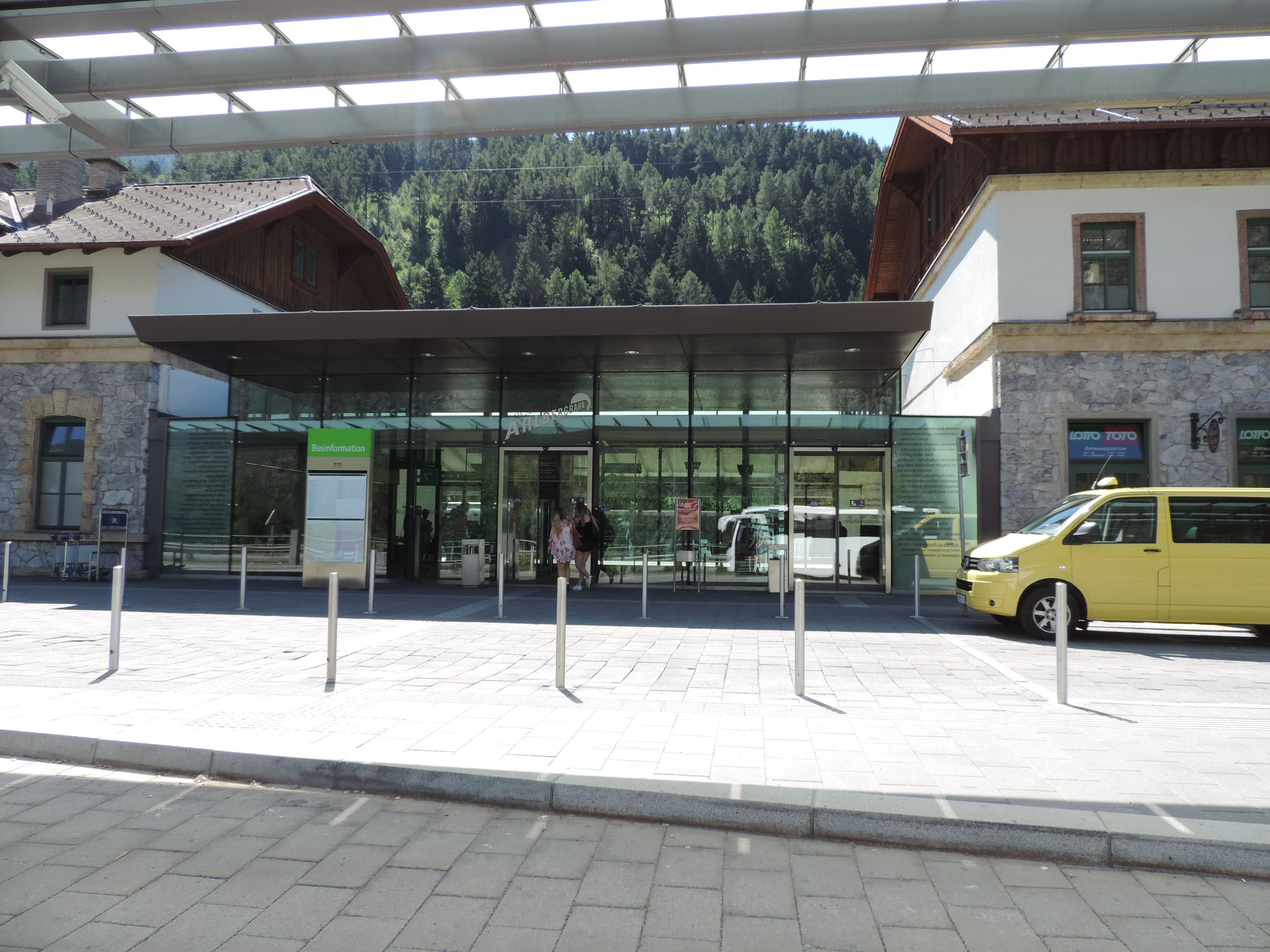
Bahnhofseingang

Vom Busterminal verkehren Busse der Postbus AG in die Stadt, umliegenden Gemeinden und Täler.
- 1: Landeck-Zams Bhf. – Zams
- 5: Landeck-Zams Bhf. – Grins – Pians – Strengen
- 6: Landeck-Zams Bhf. – Grins
- 7: Landeck-Zams Bhf. – Grins – Pians – Stanz
- 210: Landeck-Zams Bhf. – Prutz – Tösens – Pfunds – Nauders
- 220: Landeck-Zams Bhf. – Prutz – Ried – Ladis – Fiss – Serfaus
- 240: Landeck-Zams Bhf. – Fließ
- 250: Landeck-Zams Bhf. – Zams – Schönwies – Imst
- 260: Landeck-Zams Bhf. – See – Kappl – Ischgl – Galtür
- 270: Landeck-Zams Bhf. – Flirsch – Pettneu – St. Anton
- 273: Landeck-Zams Bhf. – Ried – Pfunds – Nauders – Mals

## Galerie

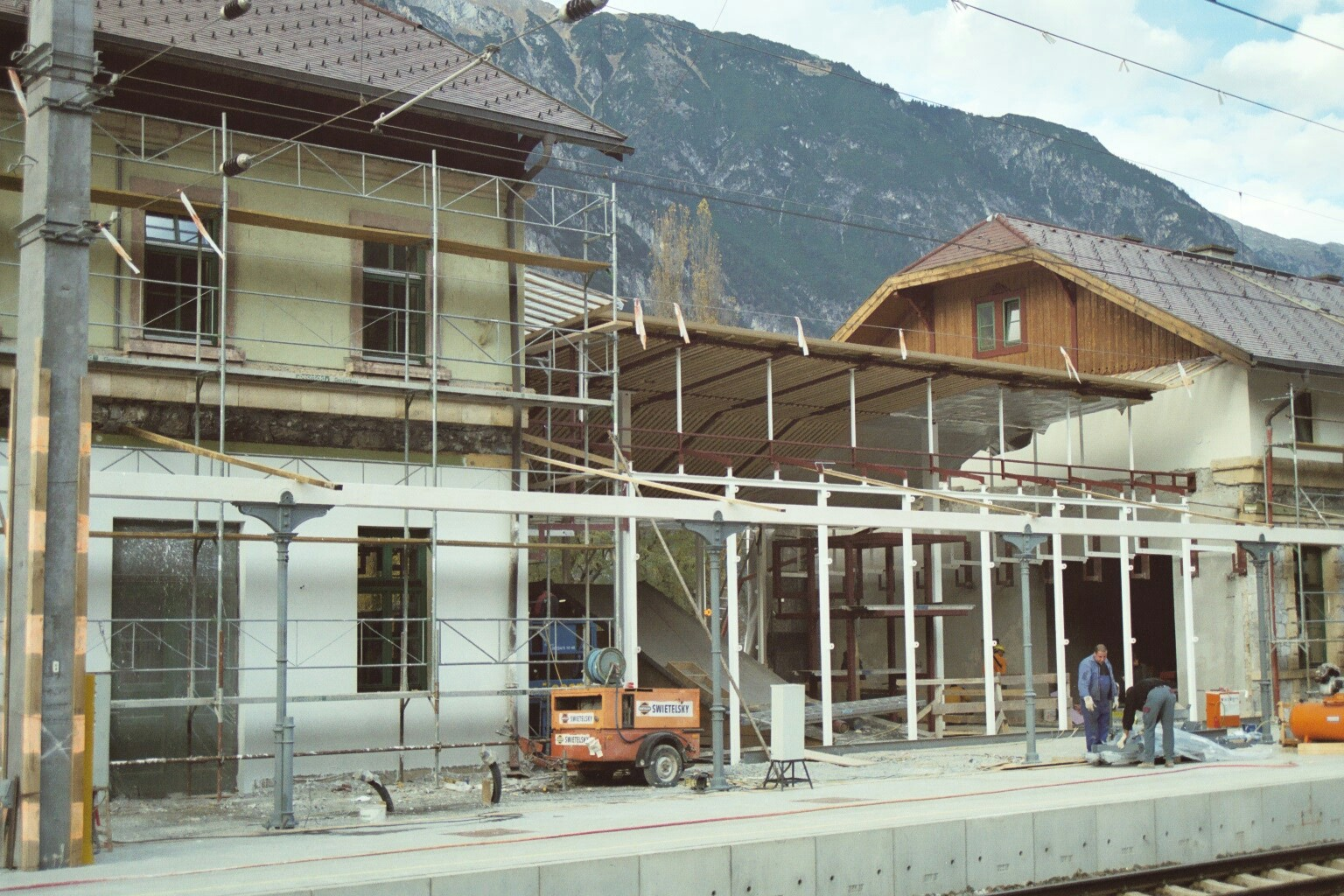
Gleisseitige Umbauarbeiten des Bahnhofes
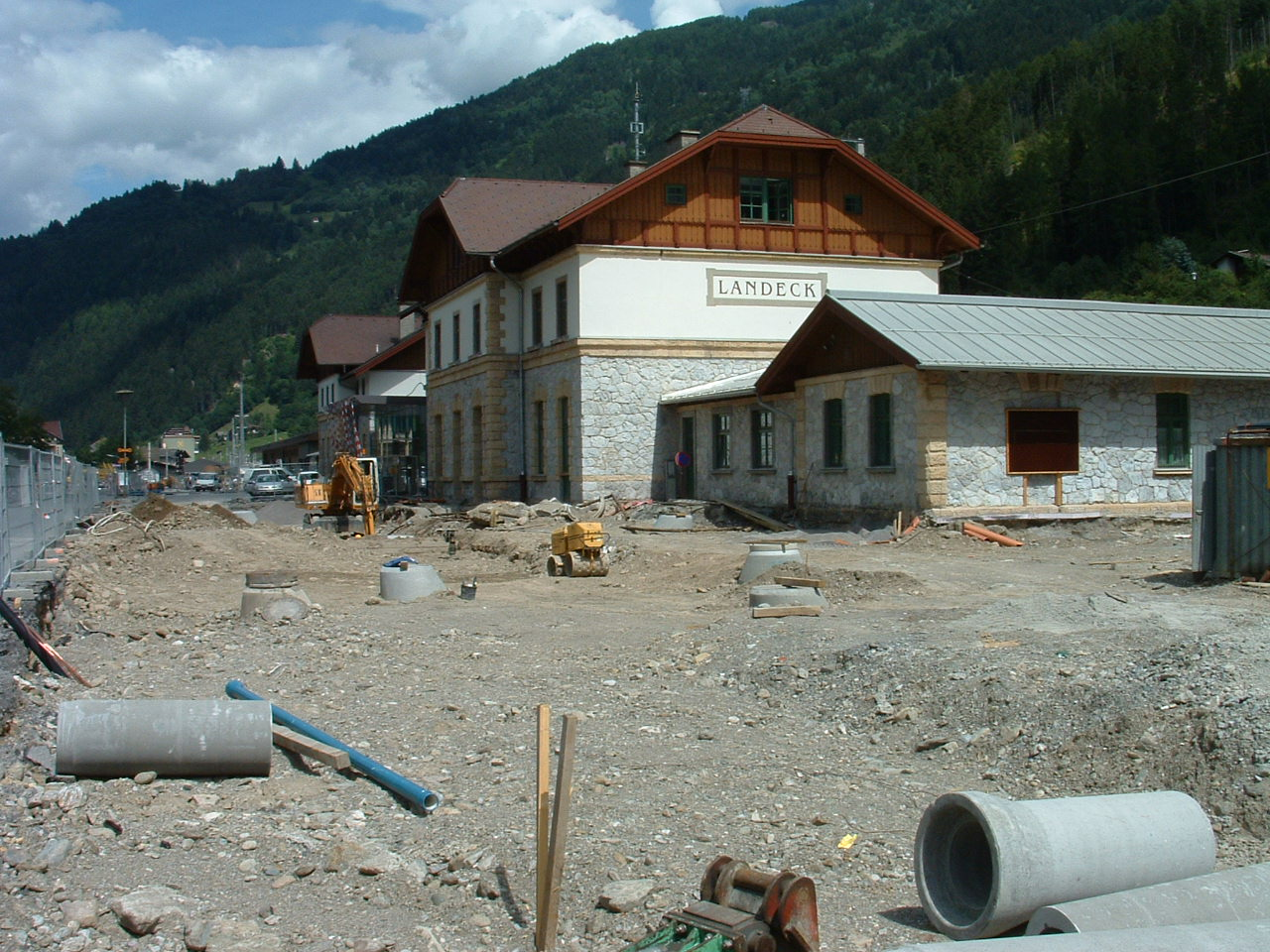
Bahnhof Landeck-Zams Umbau Bahnhofsvorplatz (2004)
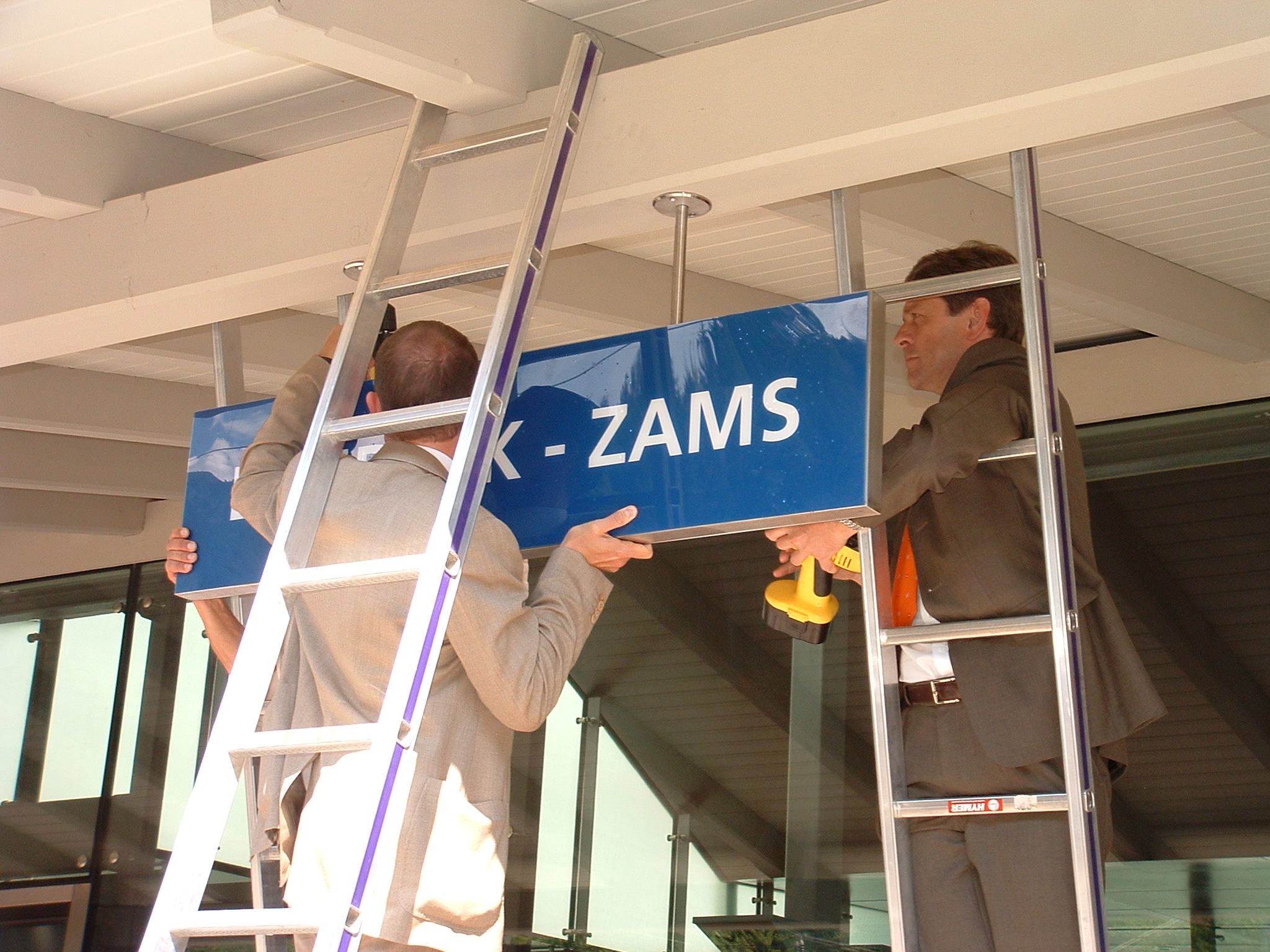
Die Bürgermeister von Landeck und Zams bringen gemeinsam das neue Schild für den umbenannten Bahnhof an
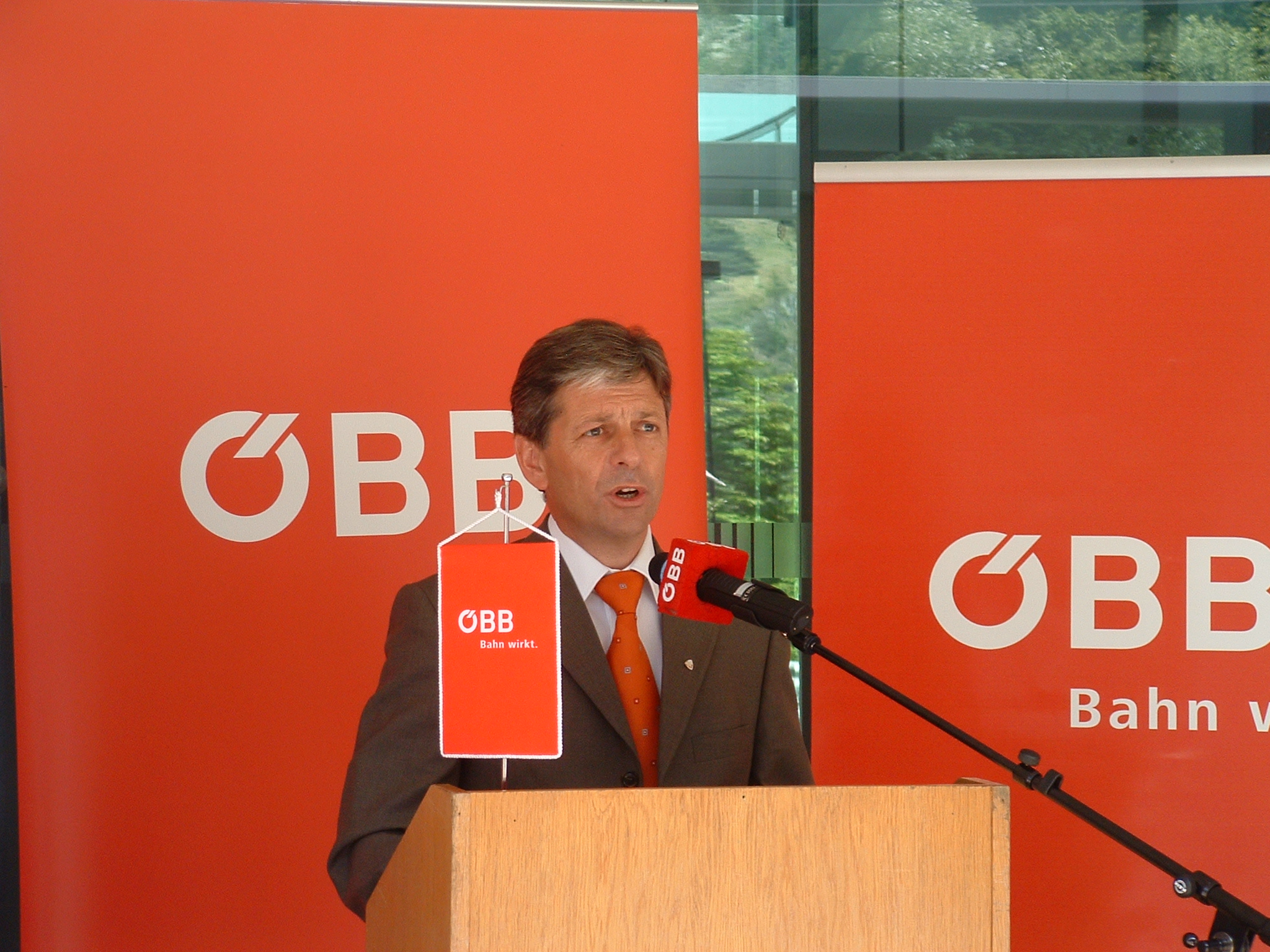
Bürgermeister Helmut Gstir, Gemeinde Zams, – hier bei der „Bahnhoftaufe“ – war der Initiator der Umbenennung des Bahnhofes
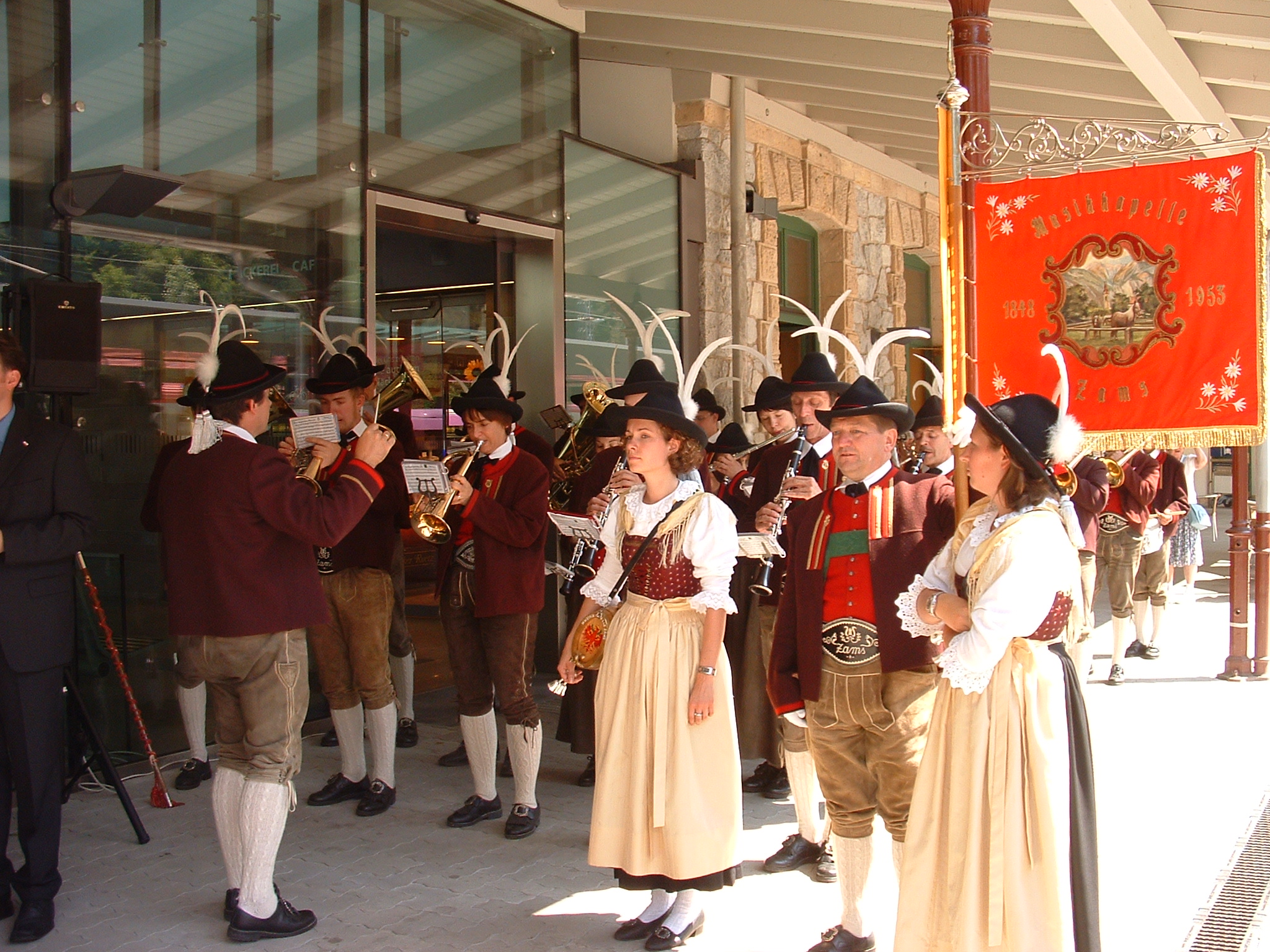
Musikkapelle Zams bei den Feierlichkeiten zur Bahnhofstaufe
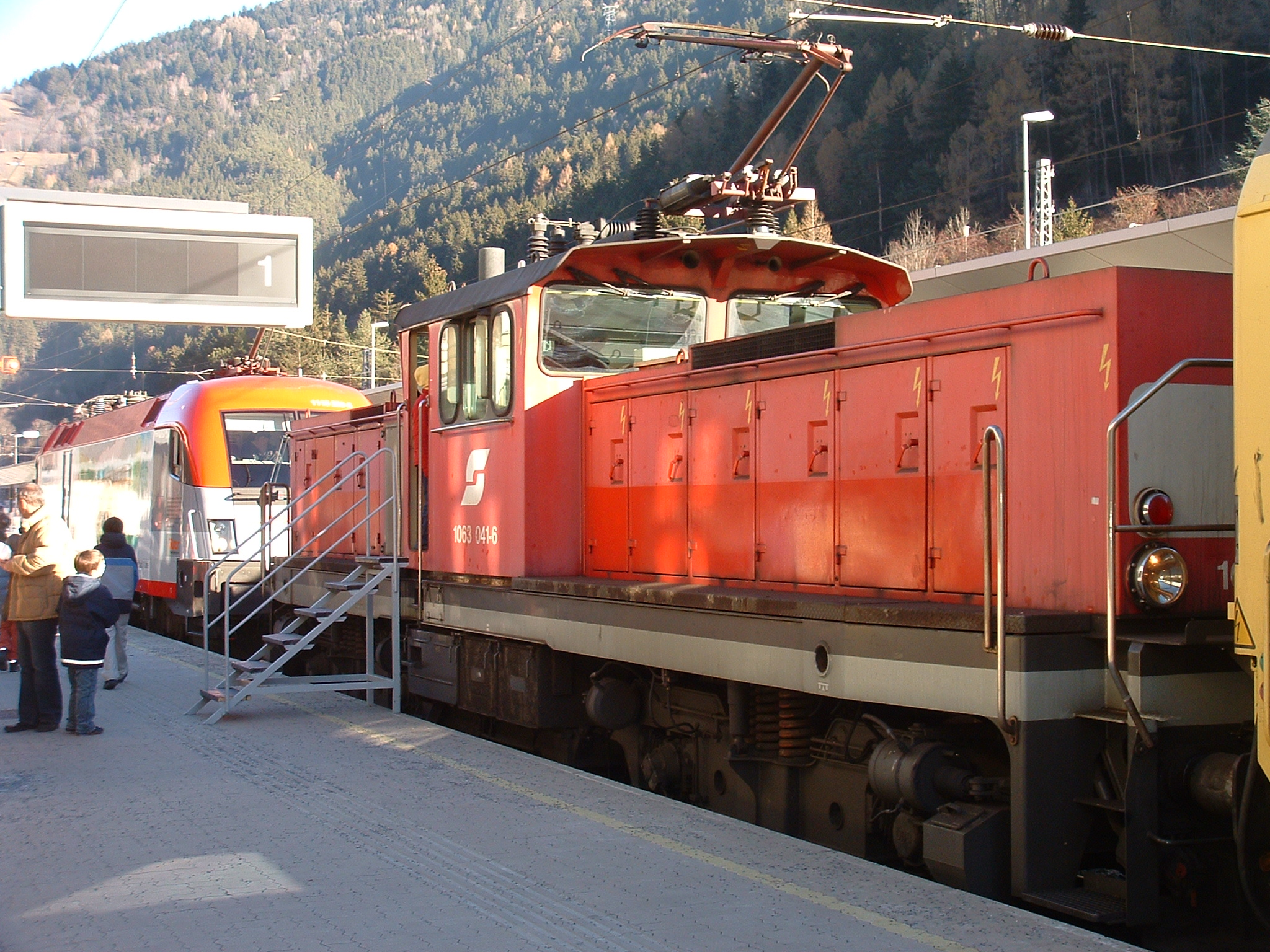
ÖBB 1063 und Semmering-Taurus am Tag der offenen Tür
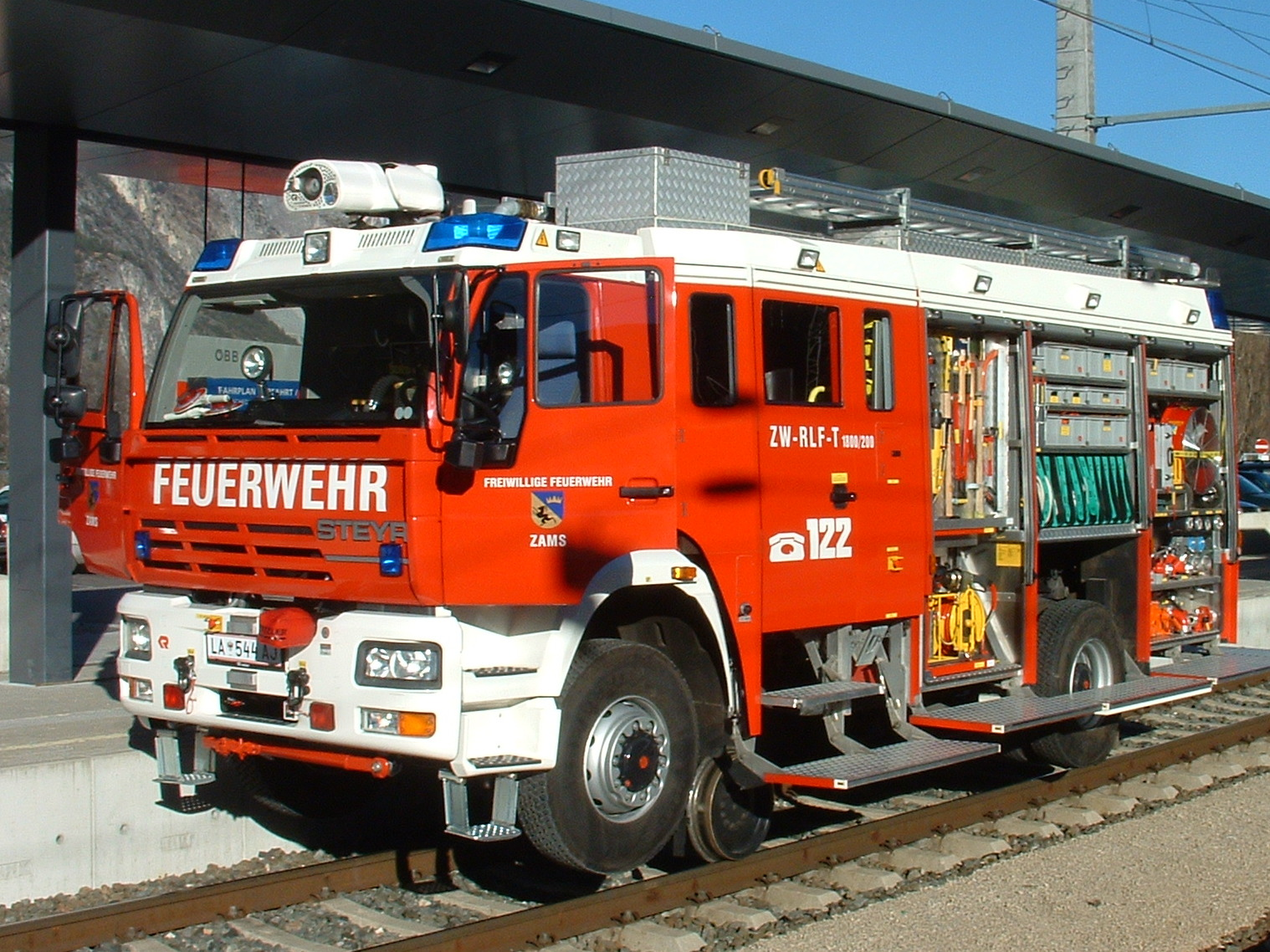
Zweiwegefahrzeug der Freiwilligen Feuerwehr Zams beim Tag der offenen Tür